# Drepanocarpus
Drepanocarpus là một chi thực vật có hoa trong họ Đậu.